# Roy Rosenzweig
Roy Alan Rosenzweig, född 6 augusti 1950 i New York, död 11 oktober 2007 i Arlington County, var en amerikansk historiker, känd som en pionjär för "digital historia". Rosenzweig grundade 1994 Center for History and New Media vid George Mason University, en institution inriktad på historieforskning och -skrivning med hjälp av och i digitala medier.
Rosenzweig initierade en mängd online-projekt i historia och skrev bland annat en mycket uppmärksammad artikel om Wikipedias utveckling i Journal of American History (se under externa länkar).